# ハビエル・エルナン・ガルシア
ハビエル・エルナン・ガルシア（Javier Hernán García, 1987年1月29日 - ）は、アルゼンチン・ブエノスアイレス出身のサッカー選手。ラシン・クラブ所属。ポジションはGK。

## 経歴
2008年8月24日のCAラヌース戦でデビューし、2008前期リーグは正ゴールキーパーを務めた。
2007年にはU-20アルゼンチン代表に選出された。試合出場こそなかったが、FIFA U-20ワールドカップの優勝メンバーとなった。

## 所属クラブ
- 2007-2012  ボカ・ジュニアーズ

2011-2012 → CAティグレ (Loan)
- 2012-2017  CAティグレ
- 2017-  ラシン・クラブ

## タイトル
- ボカ・ジュニアーズ

プリメーラ・ディビシオン : アペルトゥーラ2008
レコパ・スダメリカーナ : 2008
- U-20アルゼンチン代表

FIFA U-20ワールドカップ : 2007